# 高畠俊
高畠 俊　タカバタケ俊（たかばたけ しゅん）は、神奈川県出身のベーシスト。

## 概要
神奈川県横浜市出身。神奈川県立川和高等学校入学と同時に軽音楽部に入部し、エレキベースを始める。
その後、立教大学に入学。軽音楽サークルに所属しいくつものバンドを掛け持つ。4年生のときに知人の紹介で同じ立教大学内のバンドに参加。
1997年（平成9年）池田森や小林俊太郎らとともに、FRIENDSのベーシストとしてビクターエンタテインメントよりデビュー。シングル5枚、アルバム1枚をリリースし解散。所属事務所はジャグラー。
その後、自らメンバー募集をしフロウズンを結成。
高橋幸宏主催のコンシピオレコーズのオーディションで優勝し、2003年佐久間正英プロデュースによる『あいのうた』でデビュー。
シングル4枚、ミニアルバム1枚、フルアルバム3枚をリリースし、2013年4月30日の渋谷O-EASTでのワンマンライブをもって活動を無期限凍結。
2009年には柿島伸次、麻生祥一郎とのユニット「かっきー&アッシュポテト」に参加しCDをリリース。2015年にもアルバムをリリースした。
各種バンドでの活動の他、様々なレコーディングセッションやライブサポートにも参加している。

## 主なレコーディング及びサポートアーティスト
- クォン･サンウ
- STARMARIE
- CUBERS
- N.U.
- 柿島伸次
- つばさFly
- 山崎あおい
- シオダマサユキ
- いきものがかり
- 松田聖子
- ピストルモンキーズ (ピストルモンキー(ズ))
- リップ・ヴァンズ( sacra木谷雅)
- 熊谷尚武(ex.KUMACHI)
- marco(ex.Genius)
- 80☆PAN!
- 松田弘(サザンオールスターズ)
- はなわ
- 滝沢乃南
- YKJ
- 中島文明
- ライス兄弟
- mimika
- 荒幡亮平
- 高橋秀幸
- 片山遼
- 上村昌也
- 南里侑香
- ケロポンズ
- 宮本佳那子
- 中川ひろたか
- 新沢としひこ
- NHKアニメ「エレメントハンター」EDテーマ「スイヘイリーベ〜魔法の呪文〜」
- 「天体戦士サンレッド」劇伴
- 執事歌劇団